# Atimia vandykei
Atimia vandykei là một loài bọ cánh cứng trong họ Cerambycidae.